# Henryk II z Moers
Henryk II z Moers (zm. 2 czerwca 1450 w Ahaus) – biskup Münsteru od 1424, administrator biskupstwa Osnabrücku od 1442.

## Życiorys
Henryk był synem Fryderyka, hrabiego Moers i Saarwerden, oraz Walburgi z Saarwerden. Studiował w Heidelbergu i Bolonii, został kanonikiem katedralnym w Kolonii. W październiku 1424 został wybrany na biskupa Münsteru otrzymując poparcie większości członków kapituły katedralnej. Jej mniejszość opowiedziała się za popieranym przez miasto Münster Henrykiem z Nassau-Beilstein. Papież Marcin V zatwierdził na tym stanowisku jednak Henryka. Wskutek oporu miasta wyświęcenie Henryka na biskupa (którego dokonał jego brat, arcybiskup Kolonii Dytryk), odbyło się w Telgte.
Wziął udział w sojuszu skierowanym przeciwko Fryzom, jednak kampania przeciwko nim zakończyła się porażką. W 1432 wraz z bratem Dytrykiem zapewnił wybór na biskupa Utrechtu swego kolejnego brata Walrama – jednak wobec przewagi sił kontrkandydata ten nie objął tego urzędu. W 1435 zaangażował się w spór z biskupem Osnabrücku. W 1441 sobór bazylejski przyznał mu stanowisko administratora biskupstwa Osnabrücku w miejsce Eryka z Hoya. Wywołało to wojnę z Erykiem i jego krewnymi. W latach 40. poparł brata Dytryka w sporze o Soest. Podczas oblężenia tego miasta został ranny. Uczestniczył też w licznych innych sporach z sąsiednimi feudałami i miastami. Był zwolennikiem soboru bazylejskiego, wobec czego znalazł się w opozycji wobec papieża Eugeniusza IV.
Zmarł w wyniku obrażeń poniesionych wskutek upadku z konia.